# Seznam ljudi z vzdevkom Veliki
Seznam ljudi, ki jim je zgodovina pridala naziv Veliki
- Abas I. Veliki (1571–1629), perzijski šah dinastije Safavidov
- Akbar (1542–1605), indijski mogulski vladar
- Alarik I. (okoli 370–410), vizigotski kralj
- Albert Veliki (med 1193 in 1206–1280), škof, cerkveni učitelj, svetnik
- Aleksander Veliki (356—323 pr. n. št.), grško-makedonski kralj
- Alfonz III. Asturski (okoli 848–910), asturski kralj
- Alfred Veliki (849?–899), kralj Wessexa, svetnik
- Antioh III. Veliki (okoli 241–187 pr. n. št.), selevkidski kralj
- Anton Puščavnik (251–356), svetnik, oče vseh menihov
- Ašoka Veliki (304–232 pr. n. št.), indijski vladar dinastije Maurja
- Atanazij Veliki (okoli 298–373), aleksandrijski škof, svetnik, cerkveni oče
- Bazilij Veliki (330–379), cerkveni učitelj, svetnik
- Boleslav I. Poljski (966 ali 967–1025), poljski kralj
- Buda Jodfa Čulaloke (1737–1809), siamski kralj (Tajska)
- Čandragupta Maurja (–198 pr. n. št.), indijski vladar dinastije Maurja
- Čulalongkorn (1853–1910), siamski kralj (Tajska)
- Darej I. (549–486 pr. n. št.), perzijski kralj
- Dionizij Aleksandrijski (?), svetnik
- Džingiskan (okoli 1162–1227), mongolski kan
- Evtimij Veliki (377–473), svetnik
- Friderik II. Veliki (1712–1786), pruski kralj
- Gregor I. Veliki (okoli 540–604), papež, svetnik, cerkveni učitelj
- Gustav II. Adolf (1594–1632), švedski kralj
- Gvangaeto Veliki (374–413), kralj Gogurjeo-a
- Hano Veliki (3. stoletje pr. n. št.), kartažanski aristokrat
- Henrik IV. Francoski (1553–1610), francoski kralj
- Herod Veliki (okoli 74–okoli 4 pr. n. št.), judejski kralj
- Ivan III. Vasiljevič (1440–1505), moskovski veliki knez
- Jakob Starejši (–44), apostol, svetnik
- Janez I. Portugalski (1357–1433), portugalski kralj
- Jedrt Velika (1256–1302), nemška mistikinja, svetnica
- Ju Veliki (2070–2061 pr. n. št.), kitajski kralj
- Justinjan I. (483–565), bizantinski cesar
- Kamehameba Veliki (okoli 1758–1819), havajski kralj
- Karel Veliki (742 ali 747–814), frankovski kralj
- Karim Kan Zand Veliki (okoli 1705–1779), perzijski šah
- Katarina Velika (1729–1796), ruska carica
- Kazimir III. Poljski (1310–1370), poljski kralj
- Kir II. (okoli 576 ali 590–529 pr. n. št.), perzijski kralj, prvi kralj, ki so mu nadeli pridevnik Veliki
- Kirakala Čola Veliki (okoli 120), kralj južne Indije
- Knut Veliki (994 ali 995–1035), kralj Danske, Norveške in Anglije, svetnik
- Konstantin I. Veliki (272–337), rimski cesar, svetnik
- Kserks I. (518–465 pr. n. št.), perzijski kralj
- Leon I. Veliki (400–461), cerkveni učitelj, svetnik
- Llywelyn Veliki (okoli 1173–1240), valežanski vladar
- Ludvik I. Ogrski (1326–1382), ogrski in poljski kralj
- Ludvik XIV. Francoski (1638–1715), francoski kralj
- Makarij Veliki (300–391), menih, svetnik
- Mangraj Veliki (1238–1317), ustanovitelj tajske kraljevine Lanna
- Mitridat II. Veliki (okoli 123–88 pr. n. št.), kralj Partije
- Mitridat VI. Veliki (132–63 pr. n. št.), kralj Ponta
- Montezuma I. Veliki (1390–1469), azteški kralj
- Mubarak Al Sabah Veliki (1837–1915), kuvajtski vladar
- Nadir Šah Veliki (1688–1747), perzijski šah
- Nikolaj I. Veliki (okoli 820–867), papež
- Omar Veliki, (okoli 581–644), drugi kalif v islamu
- Onufrij Veliki (okoli 400), svetnik in puščavnik
- Oton I. Veliki (912–973), cesar Svetega riskega cesarstva
- Pakal II. Veliki (603–683), kralj Majevskega Palenka
- Peter Veliki (1672–1725), ruski car
- Peter III. Veliki (1239–1285), kralj Aragonije in Valencije
- Pompej Veliki (106–48 pr. n. št.), vojaški in politični vodja rimske republike
- Prokop Veliki (okoli 1380–1434), češki husitski general
- Rajaraja Čola I. Veliki (–1014), vladar južne Indije
- Ramzes II. (okoli 1302–1213 pr. n. št.), egipčanski faraon
- Rhodri Veliki (okoli 820–878), prvi valežanski vladar
- Sančo III. Navarski (985–1035), navarski kralj
- Sargon Akadski (2334–2279 pr. n. št.), akadski kralj
- Sedžong Veliki (1397–1450), korejski vladar
- Šapur II. (309–379), sasanidski vladar Perzije
- Šivadži Bonsle Veliki (1630–1680), Maratski kralj
- Štefan III. Moldavski (1433–1504), moldavski princ
- Tamara Gruzijska (1160–1213), gruzijska kraljica
- Teoderik Veliki (454–526), ostrogotski kralj
- Teodozij I. (347–395), rimski cesar
- Terezija Avilska (1515–1582), Cerkvena učiteljica, svetnica
- Tigran Veliki (140–55 pr. n. št.), armenski kralj
- Valdemar I. Veliki (1131–1182), danski kralj
- Vang Tian Ji Veliki (?), kitajski heroj
- Viljem V. Akvitanski (969–1030), akvitanski vojvoda
- Viljem I. Nemški (1797–1888), nemški cesar
- Vitavtas Veliki (okoli 1350–1430), litvanski vladar
- Vladimir I. Kijevski (okoli 958–1015), kijevski veliki princ, svetnik